# Some Things Last a Long Time
«Some Things Last a Long Time» — сингл, записанный американской певицей Ланой Дель Рей, и выпущенный 11 ноября 2015 года. Сингл стал саундтреком к независимому короткометражному фильму «Hi, How Are You Daniel Johnston?», в создание которого Лана вложила более 10 тысяч долларов, тем самым став исполнительным продюсером.

## История создания
Автором сингла является Джед Фэйр и сам исполнитель Дэниел Джонстон. В оригинале сингл вошёл в его студийный альбом «1990». Песня была написана в конце 80-х годов. Кавер, которая решила записать сама Лана Дель Рей, после внесения денег в бюджет на создание и съемки фильма. В самой фильме снялся Дэниел Джонстон. Песню-кавер Лана начала записывать в начале 2015 года. Съемки фильма проходили в 2013 году. В конце декабря 2014 года лейбл заключил договор с самим исполнителем оригинальной версии.

## Фильм
Лана Дель Рей приготовила кавер на композицию «Some Things Last a Long Time» ещё в начале 2015 года американского музыканта, автора песен и исполнителя Дэниела Джонстона специально для независимой короткометражной ленты «Hi, How Are You Daniel Johnston?».
5 ноября 2015 года в сети появился официальный трейлер к картине. Режиссёром стал Габриэль Сандей. Премьера работы состоялась 7 ноября, в «MAMA Art Gallery» в Лос-Анджелес, тогда как премьера в сети для всего мира назначена на 11 ноября.
Сама Лана приложила руку к созданию фильма — она является одним из его исполнительных продюсеров. Ещё в 2013 году певица с её тогдашним возлюбленным Барри-Джеймсом О'Ниллом пожертвовала 10 тысяч долларов для съёмок. Над фильмом работали более двух лет, и то, что он независимый, повлияло на этот срок.
Короткометражный фильм названа в честь Дэниела Джонстона и его альбома «Hi, How Are You?» (1983). «Some Things Last a Long Time» в исполнении Дэна вошла на его четвёртую пластинку «1990». Джонстон, поклонником которого был Курт Кобейн и другие признанные музыканты, жив, но в диагнозах имеет маниакальную депрессию и шизофрению.
«Знаменательный музыкант Дэниел Джонстон играет главную роль в новом психоделическом короткометражном фильме о старении артиста и воспоминаниях о прошлом. Мы погружаемся в разум Дэниела, пока он возвращается в прошлое, в 1983 год, во времена создания плодотворного альбома «Hi, How Are You?». Реальность и выдумка сплетаются воедино, пока Дэниел раскрывает горько-сладкую правду и истории о неразделённой любви, а также даёт советы для артистов по всему миру».